# Maria Alessandra Albertini
Maria Alessandra Albertini (* 15. März 1961) ist eine san-marinesische Diplomatin. Seit 2016 ist sie Botschafterin ihres Landes beim Heiligen Stuhl.

## Leben
Maria Alessandra Albertini studierte Rechtswissenschaften an der Universität Urbino und absolvierte ein Nachdiplomstudium in Vorbereitung auf eine diplomatische Laufbahn bei der Stiftung für Forschung und Internationale Studien in Florenz (Fondazione di Ricerche e Studi Internazionali a Firenze). Sie war zunächst in der Abteilung für auswärtige Angelegenheiten von San Marino (1989–1993), später in der Abteilung für politische Angelegenheiten (1993). 
Von 1997 bis 2014 war sie Präsidentin des Nationalen Komitee für UNICEF San Marino (1997–2014). Sie war zudem nicht residierende Botschafterin in der Republik Malta und der Republik Zypern von 2000 bis 2006. Von 2006 bis 2012 war sie in der Abteilung für kulturelle Angelegenheiten San Marinos tätig. Von 2012 bis 2014 hatte sie die Koordination für die Beziehungen zum Europarat inne. 2012 übernahm sie die Leitung der Rechtsabteilung, mit dem Rang eines bevollmächtigten Ministers im Ministerium für auswärtige Angelegenheiten.
Seit dem 14. April 2016 ist sie mit Überreichung des Beglaubigungsschreibens an Papst Franziskus nicht residierende Botschafterin San Marinos beim Heiligen Stuhl.